# Down (football américain)
Pour les articles homonymes, voir Down.

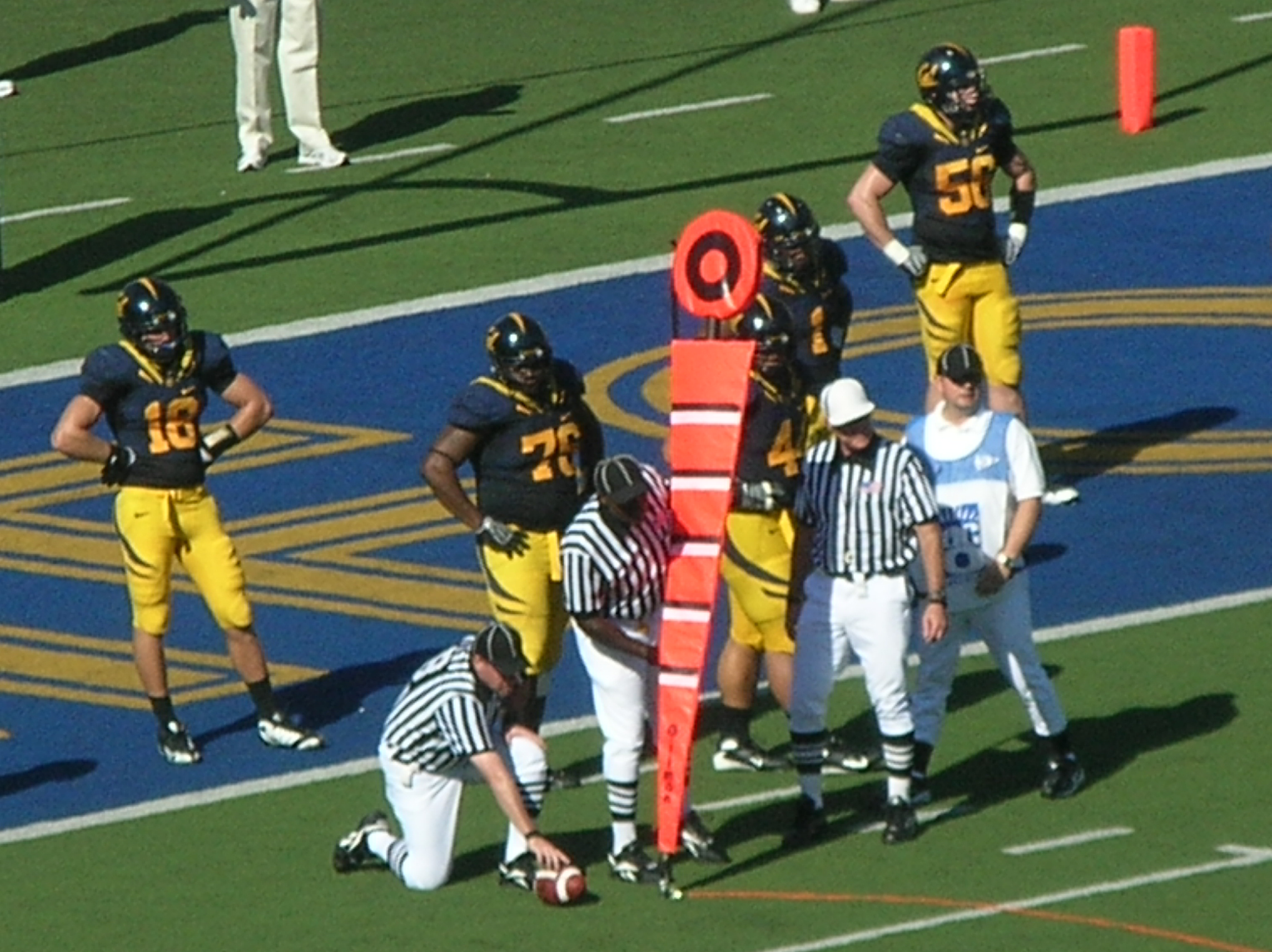
Préparation d’un down (essai)

Un down (ou essai au Canada) est, au football américain et au football canadien, une période où s'exécute une action de jeu.
Un down commence avec un kickoff ou un snap, et se termine lorsqu'un arbitre déclare l'action terminée.
Chaque possession commence par un first down (« premier down ») et ce terme est notamment utilisé dans l'annonce du terrain restant à parcourir.